# Батуркин, Андрей Дмитриевич
Андрей Дмитриевич Батуркин (род. 1966, Москва) — российский оперный певец (баритон), Заслуженный артист Российской Федерации (2009).

## Биография
Родился 2 февраля 1966 года в артистической семье (отец — Дмитрий Андреевич Батуркин, солист МГФ; мать — Людмила Анатольевна Орфенова, артистка хора Большого театра), которая участвует в мире оперного искусства, начиная с его дедушки, Анатолия Ивановича Орфёнова.
Окончил Государственный музыкально- педагогический институт имени Гнесиных (1993, класс А. Эйзена) и с 1994 года выступает на сцене Музыкального театра имени Станиславского и Немировича-Данченко (до 1996 года стажёр) и Московского театра «Геликон-опера».
Основные партии:
- Онегин («Евгений Онегин» Чайковского)
- Фигаро («Севильский цирюльник» Россини)
- Риголетто («Риголетто» Верди)
- Елецкий («Пиковая дама» Чайковского)
- Валентин («Фауст» Ш. Гуно)
- Ренато (опера «Бал-маскарад» Верди)
- Наполеон (опера «Война и мир» Прокофьева)
- Карлос (опера «Сила судьбы»  Верди)
- Белькоре (опера «Любовный напиток» Доницетти)
- Шарплес (опера «Мадам Баттерфляй» Пуччини)
- Амонасро (опера «Аида» Верди)
- Эскамильо, Моралес (опера «Кармен» Бизе)
- Шонар, Марсель (опера «Богема» Пуччини)
- Леандр (опера «Любовь к трем апельсинам» Прокофьева)
- Леско (опера «Манон» Массне)
- Жермен (опера «Травиата» Верди)
- Альфио (опера «Сельская честь» Масканьи)
- Альберт (опера «Вертер» Массне)
- Энрико (опера «Лючия ди Ламмермур» Доницетти)
- партия баритона («Кармина Бурана» К.Орф)

Пел также на сценах:
- Большого театра
- Парижской Национальной оперы
- оперы Монте-Карло
- Венской оперы
- Оперного театра в Линце

Участвовал в записях:
- Stabat Mater Кароля Шимановского
- оперы Кюи «Пир во время чумы»
- произведений Танеева, Прокофьева, Шостаковича и др.

С 2007 года сотрудничает с «Московской Городской Оперой», фондом «Опера» Веры Кононовой, с Государственной академической симфонической капеллой РФ (под упр. Валерия Полянского)
2009 год — награждён почётным званием Заслуженный артист Российской Федерации за заслуги в области искусства